# ハーツ・ウインズ
ハーツ・ウインズ（Hearts Winds）は、2007年に発足した日本の吹奏楽団。メンバーは音楽大学出身者、音大講師が構成している。フレデリック・フェネルが提唱したウインドアンサンブルを継承実践し新たなウインドアンサンブルとしてコンサートを開催している。

## 概要
吹奏楽における重要とされている楽曲、名作として認められる可能性のある作品を演奏する目的で発足。
小編成からウインドアンサンブル編成までの楽曲を演奏するため32名のメンバーから成る。またパーカッションアンサンブルとウインドアンサンブルの共同による新曲演奏の試みを行っている。2009年7月に開催された第1回定期では、ハイドン、メンデルゾーン、メンデルスゾーンの管楽合奏曲をオリジナル編成で演奏。デロ＝ジョイオ、コープランド、グレインジャーなどの代表作品を演奏。

## 歴史
- 2007年 創立。荻窪音楽祭出演。杉並公会堂。
- 2009年7月 - 第1回定期演奏会を開催。府中の森芸術劇場。
- 2009年 「ミニウインズシリーズ」開催。
- 2010年6月25日 - 第２回定期演奏会を開催。三鷹市芸術文化センター。
- 2011年5月11日 - 第3回定期演奏会を開催。杉並公会堂。
- 2012年9月5日 - 第4回定期演奏会を開催。府中の森芸術劇場ウィーンホール。以降第9回まで同会場。
- 2013年9月13日 - 第5回定期演奏会を開催。
- 2014年4月18日 - 第6回定期演奏会 ウインドアンサンブルの魅力Ⅱ　～室内楽の響き、ユーフォニアムの魅力～を開催。
- 9月5日 - 第7回定期演奏会 〜室内楽からホルストへ〜 を開催。
- 2015年4月17日 - 第8回定期演奏会 ウインドアンサンブルの魅力Ⅳ～French&American～ を開催。
- 9月5日 - 第9回定期演奏会を開催。
- 2016年5月19日 - 第10回定期演奏会を開催。渋谷区文化総合センター大和田　さくらホール。
- 10月26日 - 第11回定期演奏会を開催。
- 2017年5月18日 - 第12回定期演奏会 名曲シリーズ　 ＜ヨーロッパの作品に魅せられて＞を開催。
- 10月26日 - 第13回定期演奏会 ＜大作曲家と吹奏楽＞ を開催。府中の森芸術劇場ウィーンホール。以降、同会場。
- 2018年10月4日 - 第14回定期演奏会を開催。客演指揮、小林恵子。
- 2019年5月10日 - 第15回定期演奏会を開催。

## 指揮者
- 大澤健一（常任指揮者）